# Переписна область №10 (Манітоба)
Переписна область №10 (англ. Division No. 10) — переписна область в Канаді, у провінції Манітоба.

## Населення
За даними перепису 2016 року, переписна область нараховувала 11941 жителя, показавши зростання на 11,9%, порівняно з 2011-м роком. Середня густина населення становила 6,2 осіб/км².
З офіційних мов обидвома одночасно володіли 1 385 жителів, тільки англійською — 10 470, тільки французькою — 10, а 80 — жодною з них. Усього 2,065 осіб вважали рідною мовою не одну з офіційних, з них 10 — одну з корінних мов, а 65 — українську.
Працездатне населення становило 73,6% усього населення, рівень безробіття — 4,4% (5% серед чоловіків та 3,5% серед жінок). 83,3% були найманими працівниками, 16,1% — самозайнятими.
Середній дохід на особу становив $57 041 (медіана $46 309), при цьому для чоловіків — $66 445, а для жінок $47 441 (медіани — $58 182 та $36 468 відповідно).
28,6% мешканців мали закінчену шкільну освіту, не мали закінченої шкільної освіти — 15,9%, 55,4% мали післяшкільну освіту, з яких 37,5% мали диплом бакалавра, або вищий, 25 осіб мали вчений ступінь.
| Статево-вікова структура населення | Статево-вікова структура населення | Статево-вікова структура населення | Статево-вікова структура населення | Статево-вікова структура населення |
| ---------------------------------- | ---------------------------------- | ---------------------------------- | ---------------------------------- | ---------------------------------- |
|                                    |                                    |                                    |                                    |                                    |
| Всього                             | Всього                             | 50,8%49,2%                         |                                    |                                    |
| 0 — 14 років                       | 0 — 14 років                       |                                    | 22,2%                              | 22,2%                              |
| 15 — 64 років                      | 15 — 64 років                      |                                    | 66,5%                              | 66,5%                              |
| 65 і більше                        | 65 і більше                        |                                    | 11,3%                              | 11,3%                              |
| 85 і більше                        | 85 і більше                        |                                    | 0,7%                               | 0,7%                               |
| 100 і більше                       | 100 і більше                       |                                    | 0%                                 | 0%                                 |
| Середній вік (років)               | Середній вік (років)               | 36,737,1                           | 36,9                               | 36,9                               |
| Медіана (років)                    | Медіана (років)                    | 37,337,9                           | 37,6                               | 37,6                               |
| — чоловіки — жінки                 |                                    |                                    |                                    |                                    |

| Походження мешканців:     | Походження мешканців:     | Походження мешканців: | Походження мешканців: | Походження мешканців: |
| ------------------------- | ------------------------- | --------------------- | --------------------- | --------------------- |
| Походження                |                           |                       | осіб                  | %                     |
| Корінні американці        | Корінні американці        |                       | 1 380                 | 13.2%                 |
| Інше північноамериканське | Інше північноамериканське |                       | 3 195                 | 30.56%                |
| Європейське               | Європейське               |                       | 8 910                 | 85.22%                |
| британське                | британське                |                       | 4 850                 | 46.39%                |
| французьке                | французьке                |                       | 2 090                 | 19.99%                |
| українське                | українське                |                       | 1 490                 | 14.25%                |
| Карибське                 | Карибське                 |                       | 45                    | 0.43%                 |
| Латинськоамериканське     | Латинськоамериканське     |                       | 65                    | 0.62%                 |
| Африканське               | Африканське               |                       | 50                    | 0.48%                 |
| Азійське                  | Азійське                  |                       | 285                   | 2.73%                 |
| Океанійське               | Океанійське               |                       | 10                    | 0.1%                  |

| Зайнятість населення за галузями (за класифікацією NOC): | Зайнятість населення за галузями (за класифікацією NOC): | Зайнятість населення за галузями (за класифікацією NOC): | Зайнятість населення за галузями (за класифікацією NOC): | Зайнятість населення за галузями (за класифікацією NOC): |
| -------------------------------------------------------- | -------------------------------------------------------- | -------------------------------------------------------- | -------------------------------------------------------- | -------------------------------------------------------- |
|                                                          |                                                          |                                                          |                                                          |                                                          |
| Управління                                               | Управління                                               |                                                          | 17,6%                                                    | 17,6%                                                    |
| Бізнес, фінанси та адміністрування                       | Бізнес, фінанси та адміністрування                       |                                                          | 14,5%                                                    | 14,5%                                                    |
| Природничі та прикладні науки                            | Природничі та прикладні науки                            |                                                          | 5,9%                                                     | 5,9%                                                     |
| Охорона здоров'я                                         | Охорона здоров'я                                         |                                                          | 7,1%                                                     | 7,1%                                                     |
| Освіта, правозахист, муніципальні та урядові служби      | Освіта, правозахист, муніципальні та урядові служби      |                                                          | 14%                                                      | 14%                                                      |
| Мистецтво, культура, відпочинок та спорт                 | Мистецтво, культура, відпочинок та спорт                 |                                                          | 1,6%                                                     | 1,6%                                                     |
| Роздрібна торгівля та послуги                            | Роздрібна торгівля та послуги                            |                                                          | 16,3%                                                    | 16,3%                                                    |
| Гуртова торгівля, транспорт та обладнання                | Гуртова торгівля, транспорт та обладнання                |                                                          | 16,4%                                                    | 16,4%                                                    |
| Природні ресурси, сільське господарство                  | Природні ресурси, сільське господарство                  |                                                          | 4%                                                       | 4%                                                       |
| Виробництво                                              | Виробництво                                              |                                                          | 2,8%                                                     | 2,8%                                                     |

## Населені пункти
До переписної області входять муніципалітети Макдональд, Картьє, Сен-Франсуа-Ксав'єр, а також хутори, інші малі населені пункти та розосереджені поселення.

## Клімат
Середня річна температура становить 2,7°C, середня максимальна – 23,8°C, а середня мінімальна – -24,6°C. Середня річна кількість опадів – 544 мм.
| Клімат поселення                              | Клімат поселення | Клімат поселення | Клімат поселення | Клімат поселення | Клімат поселення | Клімат поселення | Клімат поселення | Клімат поселення | Клімат поселення | Клімат поселення | Клімат поселення | Клімат поселення | Клімат поселення |
| Показник                                      | Січ.             | Лют.             | Бер.             | Квіт.            | Трав.            | Черв.            | Лип.             | Серп.            | Вер.             | Жовт.            | Лист.            | Груд.            |                  |
| Середній максимум, °C                         | −11,32           | −7,5             | −0,4             | 10,38            | 18,68            | 23,60            | 23,78            | 23,01            | 17,50            | 10,22            | 0,10             | −9,63            |                  |
| Середня температура, °C                       | −18              | −14,1            | −7               | 3,73             | 12,00            | 17,01            | 19,32            | 18,60            | 13,04            | 5,75             | −4,4             | −14,1            |                  |
| Середній мінімум, °C                          | −24,59           | −20,72           | −13,63           | −2,89            | 5,40             | 10,37            | 14,86            | 14,10            | 8,60             | 1,30             | −8,84            | −18,6            |                  |
| Норма опадів, мм                              | 22               | 15               | 29               | 30               | 59               | 94               | 78               | 71               | 52               | 40               | 29               | 25               |                  |
| Середньомісячна швидкість вітру, м/с          | 4.30             | 4.20             | 4.30             | 4.50             | 4.50             | 4.00             | 3.50             | 3.70             | 4.20             | 4.50             | 4.50             | 4.30             |                  |
| Середньомісячна сонячна радіація, кДж/м²·день | 4291             | 7656             | 12584            | 17138            | 20001            | 21079            | 21819            | 18447            | 12720            | 7606             | 4275             | 3287             |                  |
| --------------------------------------------- | ---------------- | ---------------- | ---------------- | ---------------- | ---------------- | ---------------- | ---------------- | ---------------- | ---------------- | ---------------- | ---------------- | ---------------- | ---------------- |
| Джерело:                                      |                  |                  |                  |                  |                  |                  |                  |                  |                  |                  |                  |                  |                  |